# Tour automatique
Pour les articles homonymes, voir tour.
Le tour semi-automatique et automatique sont construits pour tourner des pièces entre-pointes qui ne peuvent l’être sur tour revolver.

## Construction
Ces tours offrent les mêmes avantages que les tours parallèles, mais plusieurs outils peuvent travailler simultanément. Outre la poupée et la contre-poupée (ou contre-pointe), ils possèdent deux chariots (un à l’avant et un à l’arrière) qui peuvent recevoir plusieurs outils. Généralement, un des chariots travail en translation (parallèle à l’axe de la pièce) et l’autre perpendiculairement à cet axe.
- Sur tour semi-automatique, l’opérateur assure l’avance de la barre ou le positionnement de la pièce et

actionne les commandes d’avance. La machine peut être équipée d’une tourelle revolver.
- Sur tours automatiques, l’opérateur n’assure que l’approvisionnement en pièces, sauf pour les grandes séries où un distributeur automatique peut être installé. La commande numérique améliore nettement le rendement d’une telle machine d’autant plus que l’opérateur peut s’occuper de plusieurs machines.

## Types de machines
- Tours monobroches[2] pour l’usinage d’une pièce à la fois avec plusieurs outils agissant simultanément.
- Tours multibroches[2] pour l’usinage simultané de plusieurs pièces à la fois, passant à chaque cycle devant un outil différent.

## Emploi
Très productifs, ces tours sont employés pour la très grande série. Les commandes numériques remplacent tous les commandes par cames et leviers (asservissement hydraulique, électromagnétique, électronique)